# Daniel Lasure
Daniel Lasure Briz (Saragozza, 27 febbraio 1994) è un calciatore spagnolo, difensore dell'U Cluj.

## Statistiche

### Presenze e reti nei club
Statistiche aggiornate al 4 marzo 2020.
| Stagione              | Squadra               | Campionato            | Campionato | Campionato | Coppe nazionali | Coppe nazionali | Coppe nazionali | Coppe continentali | Coppe continentali | Coppe continentali | Altre coppe | Altre coppe | Altre coppe | Totale | Totale |
| Stagione              | Squadra               | Comp                  | Pres       | Reti       | Comp            | Pres            | Reti            | Comp               | Pres               | Reti               | Comp        | Pres        | Reti        | Pres   | Reti   |
| --------------------- | --------------------- | --------------------- | ---------- | ---------- | --------------- | --------------- | --------------- | ------------------ | ------------------ | ------------------ | ----------- | ----------- | ----------- | ------ | ------ |
| 2016-2017             | Real Saragozza        | SD                    | 1          | 0          | CR              | 1               | 0               | -                  | -                  | -                  | -           | -           | -           | 2      | 0      |
| 2017-2018             | Real Saragozza        | SD                    | 21+2       | 0          | CR              | 2               | 0               | -                  | -                  | -                  | -           | -           | -           | 25     | 0      |
| 2018-2019             | Real Saragozza        | SD                    | 24         | 1          | CR              | 0               | 0               | -                  | -                  | -                  | -           | -           | -           | 24     | 1      |
| 2019-gen. 2020        | Real Saragozza        | SD                    | 9          | 0          | CR              | 0               | 0               | -                  | -                  | -                  | -           | -           | -           | 9      | 0      |
| Totale Real Saragozza | Totale Real Saragozza | Totale Real Saragozza | 55+2       | 1          |                 | 3               | 0               |                    | -                  | -                  |             | -           | -           | 60     | 1      |
| gen.-giu. 2020        | Tenerife              | SD                    | 3          | 0          | CR              | 1               | 0               | -                  | -                  | -                  | -           | -           | -           | 4      | 0      |
| Totale carriera       | Totale carriera       | Totale carriera       | 58+2       | 1          |                 | 4               | 0               |                    | -                  | -                  |             | -           | -           | 64     | 1      |